# Misiurewicz-punt
Een Misiurewicz-punt is een parameter in de Mandelbrotverzameling, de parameterruimte van kwadratische polynomen, waarvoor de kritische punten strikt preperiodiek zijn, dat wil zeggen dat zij weliswaar periodiek worden na een eindig aantal iteraties, maar strikt genomen zelf niet periodiek zijn. Naar analogie wordt de term Misiurewicz-punt ook gebruikt voor parameters in een Multibrot-verzameling, waar het unieke kritieke punt strikt preperiodiek is. De term, Misiurewicz-punt, is minder zinvol voor afbeeldingen van een grotere algemeenheid, waar sprake is van meer dan één (vrij) kritisch punt, dit omdat sommige kritische punten periodiek kunnen zijn en andere niet.